# The Waste Lands
Albums de Venom
Temples of Ice
(1991) Cast in Stone
(1997)
The Waste Lands est le huitième album studio du groupe de heavy metal britannique Venom. L'album est sorti en 1992 sur le label Under One Flag.
Cet album devait originellement s'intituler Kissing The Beast, mais les membres du groupe changèrent d'avis pour The Waste Lands quand ils virent l'illustration de la pochette. Kissing the Beast fut par la suite donné comme titre à une compilation de la période Tony Dolan.
Malgré son manque flagrant de succès depuis le départ de Cronos en 1989 et des échecs commerciaux survenus à répétition depuis, Venom prit le risque d'un ultime album publié avec Tony Dolan.
Sur cet album, Venom prend le parti d'expérimenter de nouvelles sonorités en employant notamment des synthétiseurs et des effets samplés. Les paroles reviennent à une certaine forme de satanisme, sans toutefois parvenir à retrouver l'esprit des années 1980. Toutefois les compositions sont assez cohérentes et globalement dans la continuité des deux albums précédents.
Toujours ignoré par les fans comme par les critiques, cet album a été un nouvel échec commercial pour le groupe. Tony Dolan et Mantas, de plus en plus agacés par la chute spectaculaire de la popularité du groupe depuis 1990, décidèrent de jeter l'éponge en 1993.
Cet album n'a toujours pas été réédité dans sa forme originelle et est aujourd'hui devenu un collector.
Cependant la quasi-totalité des pistes de cet album ont été remastérisées et rééditées en 2002 sur la compilation Kissing the Beast, parue chez Sanctuary Records et qui regroupe les meilleurs titres de la période Tony Dolan. Seule la dernière chanson, Clarisse, n'y figure pas.

## Liste des titres
1. I'm Paralysed
2. Black Legions
3. Riddle of Steel
4. Need to Kill
5. Kissing the Beast
6. Crucified
7. Shadow King
8. Wolverine
9. Clarisse

## Composition du groupe
- Tony Dolan ("Demolition Man") - chant, basse
- Jeffrey Dunn ("Mantas") - guitare
- Steve White ("War Maniac") - guitare
- Anthony Bray ("Abaddon") - batterie
- VXS : claviers, samples, effets